# 리얼스토리 묘
《리얼스토리 묘》는 tvN에서 방송된 텔레비전 프로그램이다.

## MC
- 1대 : 호란 (2006년 10월 22일 ~ 2010년 9월 27일)
- 2대 : 웅산 (2008년 1월 6일 ~ 2010년 9월 27일)
- 3대 : 채민서 (영화배우) (2009년 1월 4일 ~ 2010년 9월 27일)
- 4대 : 윤지민 (영화배우) (2009년 7월 19일 ~ 2009년 12월 27일)
- 5대 : 호란 (2기 : 2010년 1월 4일 ~ 2010년 6월 21일)
- 6대 : 이솔지 (CJ미디어 아나운서) (2010년 6월 28일 ~ 2010년 9월 27일자)

## 방영 목록

### 2006년 방송
- 1회 : 은밀한 세계, 룸살롱 100% 전격해부 / "전직 타짜가 말한다! 최초공개, 타짜의 기술" / Star's Home  (2006년 10월 12일)
- 2회 : 집중분석! 연예계의 누드실태 / 2006년 대한민국 럭셔리 웨딩 / 전격해부! '협찬' 그리고 스타마케팅 (2006년 10월 22일)
- 3회 : 전격공개, 스타의 애마! / 로또 명인의 대박 비법! / 실제상황!! 흥신소엔 무슨일이 벌어지나?  (2006년 10월 29일)
- 4회 : 은밀한 유혹 Sexy BAR / 실제상황, 흥신소 / 타짜의 비밀, 카드속임수  (2006년 11월 5일)
- 5회 : 로또 방송, 그 후... 행운의 당첨자 / 빙의(憑依)! 죽은 영혼의 목소리인가? / 신종아르바이트 '내 입술 사세요!키스알바'...??  (2006년 11월 12일)
- 6회 : 실태 보고, 짝퉁시장의 오늘 / 전격 공개! 스타 캐스팅의 비밀 / 억대 몸 값, 애견들의 전성시대 / 자동차 도둑과의 한 판 승부  (2006년 11월 19일)
- 7회 : 밀착 취재! 부킹공화국, 나이트를 가다 / 충격실태! "꽃미남을 팝니다."  (2006년 11월 26일)
- 8회 : 식칼로 미용사! 살벌한 소야씨 / 연예인 협찬, 스타마케팅의 모든 것 2탄 / 위험천만! '인형체험방'의 실태  (2006년 12월 3일)
- 9회 : 운명이란 실재하는 것인가? / 실태보고! 변종모텔은 성업 中 / 전격해부! 영화소품의 비밀  (2006년 12월 10일)
- 10회 : 기(氣)의 쏘는 사나이, 기의 실체를 찾아서 / 위험한 생업, 주부 윤락 실태  (2006년 12월 17일)
- 11회 : 맛과 개성으로 승부한다! 스타 술집, 성공 노하우의 비밀 / 전설 속 마녀를 찾아서  (2006년 12월 24일)
- 12회 : 2006 송년특집 - the 猫 / 猫의 시선으로 바라본 변종 성문화 / 운명은 예정되어 있는가?  (2006년 12월 31일)

### 2007년 방송
- 13회 : 胎夢 (태몽) / 소리가 운명을 결정한다? 파동성명학 / 新 결혼의 조건 - TV 속 그 남자, 그 여자는 몇 점? (2007년 1월 7일)
- 14회 : 귀신의 흔적-령 / 위험한 본능 페티시즘 / 꿈을 향한 질주 - 23세 전성춘 (2007년 1월 14일)
- 15회 : 일본 저주 대행/-세태보고- 법망을 피하는 알몸 노래방 (2007년 1월 21일)
- 16회 : 스타들의 빌딩 / 충격고발! 여성전용 애무방 / UFO를 목격한 사람들 (2007년 1월 28일)
- 17회 : 실종인가? 납치인가? - 전북여대생 실종사건 (2007년 2월 4일)
- 18회 : 나는 주인님 너는 노예 / 눈으로 쓰는 서예가 (2007년 2월 11일)
- 19회 : 묘 베스트/ 묘 스페셜 - 변종 성문화 취재 파일 (2007년 2월 18일)
- 20회 : 도인 / 사람의 관상 (2007년 2월 25일)
- 21회 : 대학생동거 / 위기의 주부들 (2007년 3월 4일)
- 22회 : 섹시 마케팅 / 몽유병/ 무(武)예(藝)의 고수 옌위화 (2007년 3월 10일)
- 23회 : 궁합 / 청담동 1% 음식 / 백마를 아세요? 잘못된 코리안 드림 (2007년 3월 18일)
- 24회 : 신(神) 내림 / 애인대행 (2007년 3월 25일)
- 25회 : 영혼을 파괴하는 범죄 성폭행 (2007년 4월 1일)
- 26회 : 섹시스타 / 바바리맨 / 에로영화 (2007년 4월 8일)
- 27회 : 야마카시 / 이색 발명품 / 궁합 (2007년 4월 15일)
- 28회 : 부동산 재테크 / 스토커 (2007년 4월 22일)
- 29회 : 내 아내가 위험하다 / 레이싱보다 아찔한 그녀들, 레이싱 모델! (2007년 4월 29일)
- 30회 : 보험사기 / 부동산 2 (2007년 5월 6일)
- 31회 : 은밀한 아르바이트 애인대행 2 / 위험한 엿보기 관음증 (2007년 5월 13일)
- 32회 : 가위눌림 / 부적 (2007년 5월 20일)
- 33회 : 충격 고발! 클럽 스트립 쇼 / 2007 성년보고서 (2007년 5월 27일)
- 34회 : 불로장생의 꿈 '젊음의 묘약의 실체' (2007년 6월 3일)
- 35회 : 2007 섹시의 조건 / 끝없는 욕망, 정력 (2007년 6월 10일)
- 36회 : 취객 상대 '은밀한 유혹' / 위기의 남자! 당신의 밤은 건강하십니까 (2007년 6월 17일)
- 37회 : 신종 도둑촬영, 섹파라치 / 운명인가 우연인가 '예지夢' (2007년 6월 24일)
- 38회 : 귀신(흉가) / 축지법 (2007년 7월 1일)
- 39회 : 위험한 작업, 신종 미팅의 정체 / 신도시 부동산 재테크, 그들만의 법칙 (2007년 7월 8일)
- 40회 : 주식 투자 성공률 1% 비법 / 들리지 않는 목소리, 영혼은 존재하는가? (2007년 7월 15일)
- 41회 : 아물지 않는 상처, 성폭행 / 한 맺힌 죽음 ‘원혼’ (2007년 7월 22일)
- 42회 : 섬머스페셜, 공포 실화 (2007년 7월 29일)
- 43회 : 은밀한 해변의 유혹 - 위험한 헌팅 (2007년 8월 5일)
- 44회 : 밀착취재! 지하철 성추행 백태 / 사후 세계 (2007년 8월 12일)
- 45회 : 위험한 집착 - 노출증 / 외계인과 교감하는, 채널러 / 잠재 의식을 깨우는 주문 - 최면 (2007년 8월 19일)
- 46회 : 재테크 총결산 (2007년 8월 26일)
- 47회 : 기상천외특집 - 초인을 찾아라! (2007년 9월 2일)
- 48회 : 미스터리 특집 몽(夢) (2007년 9월 9일)
- 49회 : 미스터리 특집2 ‘운명’ (2007년 9월 16일)
- 50회 : 성매매특별법 3년, 그 이후 (2007년 9월 23일)
- 51회 : 어긋난 호기심 ‘외국인과의 하룻밤’ / 도화살 (2007년 9월 30일)
- 52회 : 다시 만난 타짜 장병윤 / 일본, 조금 문제가 있는 발명품 (2007년 10월 7일)
- 53회 : 배우자 뒷조사 / 충격 세태보고, 계약결혼 (2007년 10월 14일)
- 54회 : 위험한 동행, 스토커 보디가드 / 운명을 예고한다, 손금 (2007년 10월 21일)
- 55회 : 예지력 과연 존재하는가? / 외계인과 교감하는 사람들 / 성명학 (2007년 10월 28일)
- 56회 : 이색 다이어트, 살과의 전쟁! / 수익률600%! 고수들의 십계명 (2007년 11월 4일)
- 57회 : 신의 격파술(?) 다시 만난 도인 / 지문 속에 운명이 있다? (2007년 11월 11일)
- 58회 : 11월 11일, 위험한 이벤트 데이! / 충격고백! 우리 애인은 유부남 (2007년 11월 18일)
- 59회 : 내 안에 다른 누가 있다? 빙의 / 투시(?)하는 사람들 (2007년 11월 25일)
- 60회 : 전생에 나는 누구였을까? / 전격공개! 무삭제 필름 (2007년 12월 2일)
- 61회 : 비디오방, 그곳에선 무슨 일이? / 신동(神童)으로 불리는 아이들 (2007년 12월 9일)
- 62회 : 꽃미남을 원하세요? / 묘지 이장이 운명을 바꾼다? (2007년 12월 16일)
- 63회 : 송년특집으로 되돌아보는 2007 猫 리뷰! (2007년 12월 30일)
- 64회 : 송년특집으로 되돌아보는 2007 猫 리뷰! 그 두 번째 이야기! (2007년 12월 23일)

### 2008년 방송
- 65회 : 이색점의 천국 일본을 가다 / 신의 목소리, 신물(神物) (2008년 1월 6일)
- 66회 : 화제의 키워드! 무속인, 허경영, 빵상 / 2008 부동산, 들썩이는 대한민국 / 신종사기, 당신을 노린다! (2008년 1월 13일)
- 67회 : 다시 돌아온 빵상 아줌마 (2008년 1월 20일)
- 68회 : 섹스리스 내 남편 / 유체이탈을 하는 사람들 (2008년 1월 27일)
- 69회 : 신병(神病) / 애견사망증후군 (2008년 2월 3일)
- 70회 : 꿈, 길몽인가? 흉몽인가? / 유혹의 기술 (2008년 2월 10일)
- 71회 : 골드키즈 / 카지노 여자 앵벌이 (2008년 2월 17일)
- 72회 : 사랑에 속고 돈에 우는 사기 결혼 / 표현의 자유? 노출증, 관음증 (2008년 2월 24일)
- 73회 : 스페셜!! 섹스리스*팻로스 / 지나친 애견사랑, 애견사망증후군 (2008년 3월 2일)
- 74회 : 당신의 아내와 남편이 위험하다 / 사랑보다 깊은 상처, 데이트 폭력! (2008년 3월 9일)
- 75회 : 염력을 가진 사람들 / 바(BAR)에서도 성매매가? (2010년 3월 16일)
- 76회 : 2008 대한민국 우즈벡녀 열풍! (2008년 3월 23일)
- 77회 : 살인의 해석, 시체는 말한다 / 네 모녀 살인사건, 숨겨진 진실은..? (2008년 3월 30일)
- 78회 : 보도방 잠입취재 - 벼랑 끝 그녀들 / 현장취재! 필리핀 매춘 관광의 실태 (2008년 4월 6일)
- 79회 : 영혼들의 백년가약, 영혼결혼식 (2008년 4월 13일)
- 80회 : 신의 격파술! 다시 돌아온 송암 / 소아기호증 - 내 아이가 위험하다 (2008년 4월 20일)
- 81회 : 모텔보다 자동차가 좋은 7가지 이유 / C컵의 고민 (2008년 4월 27일)
- 82회 : 당신의 패스워드는 안녕하십니까? / 은밀한 거래, 스폰서 (2008년 5월 4일)
- 83회 : 2008 대한민국 우즈벡녀 열풍! / 신의 격파술! 다시 돌아온 송암 (2008년 5월 11일)
- 84회 : 많아도 고민, 없어도 고민! 모(毛)가 문제?! / 태아령의 절규 (2008년 5월 18일)
- 85회 : 마음을 수술한다! 사이코드라마 / 방송최초시도! 최면마취수술 (2008년 5월 25일)
- 86회 : 원클릭! 밤문화 / 운명의 그 사람을 만나게 해 드립니다?! (2008년 6월 1일)
- 87회 : 위태로운 혼란 정국, 2008 대한민국 대예언! / 열아홉 가출 소녀의 비밀일기 (2008년 6월 8일)
- 88회 : 누나한테 빠져볼래? 쿠거족 / 달콤한 유혹, 피로회복제 (2008년 6월 15일)
- 89회 : 수면장애 / 임사체험 (2008년 6월 22일)
- 90회 : 질투는 나의 힘! 의처증 의부증 / 한강 미스터리, 과연 그 곳에선..! (2008년 6월 29일)
- 91회 : 귀신과 대화하는 사람들 / Shopping And The City (2008년 7월 6일)
- 92회 : “죽이고 싶었어요!” 가족 성폭행 피해자들의 충격고백! / 누가 나 좀 때려주세요! 매 맞는 연인들 (2008년 7월 13일)
- 93회 : 현대판 주술사, 독(毒)먹는 사람들 / 죽어서 만난 운명! 영혼결혼식 2 (2008년 7월 20일)
- 94회 : 리얼스캔들 / 기묘한 시상식 (2008년 7월 27일)
- 95회 : 최초공개! 조폭문신의 실체! / 명당과 흉지에 얽힌 미스터리, 터 (2008년 8월 3일)
- 96회 : 파동성명학 궁합! / 미공개 X-파일! (2008년 8월 10일)
- 97회 : 동물들은 보고 있다! / 누군가 당신을 찍고 있다! (2008년 8월 17일)
- 98회 : 2008 정력 보고서, 男心을 흔드는 신종 건강식! / 정력 관상을 찾아라! (2008년 8월 24일)
- 99회 : 실종-사라진 아이들!  (2008년 8월 31일)
- 100회 : 기묘한 시상식! 좋은묘, 나쁜묘, 이상한 묘 (2008년 9월 7일)
- 101회 : 최면 마취 수술 / 독(毒)먹는 사람들 (2008년 9월 14일)
- 102회 : 안면기형 / 삭제된 지난밤의 기억. 블랙아웃! (2008년 9월 21일)
- 103회 : 2008 신종 키스 서비스, 키스방 / 사제폭탄이 당신을 노린다? (2008년 9월 28일)
- 104회 : 범죄와 인권 사이. 2008 외국인 범죄의 실태 / 폭주족들의 목숨을 건 질주! (2008년 10월 5일)
- 105회 : 접대의 달인에게 배우는 접대 테크닉! / 인생을 바꾼다!!! 베이비 네이밍 (2008년 10월 12일)
- 106회 : 죽음의 덫, 사채 / 자살의 전주곡, 우울증 (2008년 10월 19일)
- 107회 : 강해지고 싶다, 파이트 클럽! / 결혼식 뒤풀이 (2008년 10월 26일)
- 108회 : 당신의 돈은 안전한가? 펀드 이야기!! / 떴다, UFO!! (2008년 11월 2일)
- 109회 : 한순간의 선택으로 뒤바뀐 인생, 위장입양! / 세균과 대화하는 나와라 선생?! (2008년 11월 9일)
- 110회 : 실종-사라진 아이들! / 인생을 바꾼다, 베이비 네이밍 (2008년 11월 16일)
- 111회 : 경제특집 2탄. 주식과 부동산 / '금융쓰나미'에서 살아남는 법! 재야의 고수의 투자 노하우! / 현장 보고! 대한민국 부동산 지금은!! (2008년 11월 23일)
- 112회 : 내 살인에는 이유가 없다. 묻지마 범죄! (2008년 11월 30일)
- 113회 : 최초 공개, 하우스 도박의 세계! (2008년 12월 7일)
- 114회 : 대한민국 1%를 위한 명품 장례!! / 레드카펫을 밟지 못하는 배우들, 재연배우! (2008년 12월 14일)
- 115회 : 예언가들이 밝히는 2009년 대한민국 大 예언! / 21세기 건달로 사는 법!! 조폭의 세계!! (2008년 12월 21일)
- 116회 : 2008 마지막 <묘> 다섯 가지 숨겨진 이야기 (2008년 12월 28일)

### 2009년 방송
- 117회 : 죽음의 문턱에서 희망을 찾다 / 취객과의 한판승부! 기사는 괴로워~  (2009년 1월 4일)
- 118회 : 청춘남녀를 모십니다. 석달 만기 시즌방! / 위험천만한 순간 스노보딩 안전수칙! / 전직 <빈집털이>의 수법공개, 당신의 현관은 안전합니까? (2009년 1월 11일)
- 119회 : 최초공개!! 하우스 도박의 세계!  (2009년 1월 18일)
- 120회 : 당신의 운명을 바꿔드립니다?! / 떨고있나? 내안에 공포증  (2009년 1월 25일)
- 121회 : 황금을 찾아서 / 검찰청이 공개한 2008년 황당사건  (2009년 2월 1일)
- 122회 : 강호순 사건 특집 (현장검증 48시간, 강호순 연쇄살인 행각 / 연쇄살인범 강호순, 그는 누구인가? / 죽은 자는 말이 없다? 강호순, 또다른 범죄 의혹?!)  (2009년 2월 8일)
- 123회 : 진화하는 피의 상징 사이코패스 / 제주 실종 여교사 의문의 살인사건  (2009년 2월 15일)
- 124회 : 그들만의 전통! 10대들의 막장 졸업식 / 2012년 지구 대재앙의 시작  (2009년 2월 22일)
- 125회 : 불황의 그늘 2009 노숙인 10만 시대 / 新 기생관광! 일본인 원정 성매매  (2009년 3월 1일)
- 126회 : 회장님의 그 약 / 죽음보다 더한 그녀들의 고통... 여성탈모!  (2009년 3월 8일)
- 127회 : 현대판 주술사, 독(毒)먹는 사람들 / 사랑이냐 불륜이냐, 리얼 스캔들  (2009년 3월 15일)
- 128회 : 충격 실태보고! 10대 폭행 동영상 / 브레이크 없는 질주 막나가는 10대 범죄  (2009년 3월 22일)
- 129회 : 연쇄 성폭행범, 발바리 / 알바 꽃뱀 /  (2009년 3월 29일)
- 130회 : 실태보고! 유흥업계 그곳에선 지금 무슨 일이? (몰카 범죄 / 진화 성매매)  (2009년 4월 5일)
- 131회 : 명당과 흉지에 얽힌 미스터리 '터' / 방송최초시도! 최면마취 수술 가능한가?  (2009년 4월 12일)
- 132회 : 귀신과의 위험한 정사, 귀접(鬼接) / 죽음을 부르는 섬뜩한 기운 살기의 실체  (2009년 4월 19일)
- 133회 : 잇다른 집단자살 그들은 왜 강원도로 향했나 / 집단자살 그들은 왜 자살했는가?  (2009년 4월 26일)
- 134회 : 여대생의 위험한 아르바이트 / 악마와의 위험한 거래 詛呪  (2009년 5월 3일)
- 135회 : 유혹의 봄 바람 '묻지마' 만남 / 청춘을 돌려다오! 2009 新 회춘백서  (2009년 5월 10일)
- 137회 : 여성이 표적이다 여성대상 범죄 전격해부! / 내 아이는 명품 베이비 골드맘 스캔들  (2009년 5월 24일)
- 138회 : 집안을 일으킨다, 대박 부업 / 은밀한 만족 시크릿 성형  (2009년 5월 31일)
- 139회 : 내 몸을 훔쳐본다? 투시 안경 / 내 남자, 내 여자 유혹의 기술  (2009년 6월 7일)
- 140회 : 밤새 당신의 자동차는 안녕하십니까? / 묘 여름맞이 벼락치기 다이어트 해법 대공개  (2009년 6월 14일)
- 141회 : 하늘의 신, 이병권 / 대한민국 남성의 신 트렌드 초식난 VS 육식남  (2009년 6월 21일)
- 142회 : 청춘을 돌려다오! / 여성이 표적이다 여성대상 범죄 전격해부  (2009년 6월 28일)
- 143회 : 내 아이가 그린 그림 / 범죄의 본능 그림은 알고있다. / 세상에 나는 없다 은둔형 외톨이 (2009년 7월 12일)
- 144회 : 죽음을 향한 거식증 예찬 '프로아나' / 누나! 용돈 주세요. 2009년 신인터넷 제비족  (2009년 7월 19일)
- 145회 : 사고다발지역 미스터리 / 기적체험! 말기암 환자들의 암 극복기!  (2009년 7월 26일)
- 146회 : 가출동거, 벼랑 끝에서 만난 아이들 / 욕망의 덫 성형사채  (2009년 8월 2일)
- 147회 : 피도 눈물도 없는 가족간의 비극 육해살 집안 / 망하게 하는 폭패살 / 남편잡는 과부살  (2009년 8월 9일)
- 148회 : 남자, 그들이 바람 피는 이유 / 남자, 그들의 이유 있는 바람  (2009년 8월 16일)
- 149회 : 선덕여왕의 진실 / 선덕여왕의 남자는 누구? (2009년 8월 23일)
- 150회 : 명당의 전설 / 하늘이 허락한 자리, 명당 (2009년 8월 30일)
- 151회 : 아이들도 놀라는 성조숙증 / 놀라운 최면의 세계  (2009년 9월 6일)
- 152회 : 킬 힐(kill heel), 그 참을 수 없는 유혹 / 은밀한 거래, 짝퉁의 세계 (2009년 9월 13일)
- 153회 : 이사(移徙)에 숨겨진 터의비밀 (2009년 9월 20일)
- 154회 : 궁합, 그 완벽한 짝을 찾아서 (2009년 9월 27일)
- 155회 : 조상신은 존재하는가? / 조상신이 당신의 운명을 좌우한다  (2009년 10월 4일)
- 156회 : 꿀벅지에 열광하는 대한민국 / 꿀벅지의 비율은?  (2009년 10월 11일)
- 157회 : 명성황후 시해에 관한 불편한 진실 / 명성황후 풀리지 않는 의혹  (2009년 10월 19일)
- 158회 : 자살공화국 대한민국 / 자살을 부르는 남산 은월루  (2009년 10월 26일)
- 159회 : 섹시 디바 아이비 컴백! / 2009 '상현'이 뜬다 / 본격 리얼샤머니즘 토크쇼 묘수[이의정,홍석천 편]  (2009년 11월 2일)
- 160회 : 말할 수 없는 고통! 공포증의 비밀 / 본격 리얼샤머니즘 토크쇼 묘수[김나영 편]  (2009년 11월 9일)
- 161회 : 지하철 구인 광고의 정체는? / 대한민국 핫!이슈 누드열풍 / 이여영의 묘피플[김흥국 편]  (2009년 11월 16일)
- 162회 : 택시 블랙박스 속에 담겨진 대한민국 천태만상! / 긴급취재! 부산 실내 사격장 화재 참사 / 이완용, 역사에서 지워야 할 운명인가?  (2009년 11월 23일)
- 163회 : 신종플루 백신 ! 무엇이 문제인가? / 1만원 여행의 실체! 과연, 그 실체는? / 친일인명사전 논란의 기자회견  (2009년 11월 30일)
- 164회 : 끝나지 않은 신종플로 백신 논란 / 긴급 공개수배 원주 '묻지마 살인' 용의자 / 죽음을 부르는 '10대들의 위험한 장난' / 눈만 보면 모든 병을 안다?!  (2009년 12월 7일)
- 165회 : 16년 만에 최고가! '금'고공 행진중! / 조선시대... 우린 정말 날았을까? / 도로 위에 무법자 콜떼기를 아시나요? / 현상수배!! 명태를 찾아라~~  (2009년 12월 14일)
- 166회 : 집단성폭행 살인미수 엽기 수렵원 탤런트 K씨는? / 충격취재! 신종 바바리맨 기승 / 경주버스참사, 예고된 인재인가? / 건강의자! 과연 그 효과는?  (2009년 12월 21일)
- 167회 : 송년특집 - 리얼 스토리 묘 X-FILE  (2009년 12월 28일)

### 2010년 방송
- 168회 : 명동에서 삼겹살을 구워먹는 사연? / 2010년. 제2의 이효리가 될 여가수는? / 하마터면, 또 다른 살인사건이..? 원주 ‘묻지마 살인’ 용의자 검거!! / (역사)金日成 간담 서늘케 한 전설적 백색 테러리스트. 염동진 누구인가? (2010년 1월 4일)
- 169회 : 신종 사기, 홀쇼핑에도 속았다? 어르신들, 왜 속는가? / 이웃들의 온정이 빛났다. 크리스마스의 기적! / <캣츠아이> 베이비박스를 아시나요? (2010년 1월 11일)
- 170회 : 엉덩이가 대세! 최고의 엉덩이를 찾아라~ / 끝나지 않는 전쟁! 비상금! / 조상이 내린 로또! 조상땅 찾기 / Cat's eye : 도심 속 새들의 아파트가 있다? (2010년 1월 18일)
- 171회 : 황당 위조지폐, 당신이라면? / 무지막지한 묻지마 '장애인'폭행 / 조용하던 워낭소리 ‘봉화마을’ 떠들썩해진 사연은? / Cat's eye - 2010년 달력의 놀라운 비밀? (2010년 1월 25일)
- 172회 : 당신이 생각지도 못한 “그림 값의 진실” / CCTV 세상 , 누군가 보고 있다!! / 서로 다른 시대, 동일한 삶!! 평행이론 (2010년 2월 1일)
- 173회 : 남자도 벗는 시대?! 왜 그들은 복근에 열광하는가! / 환상적인 복근, 과연 여성들의 이상형 조건?! / 꼴찌! 사법 시험에 합격하다. (2010년 2월 8일)
- 174회 : 드라마 '공부의 신' 속 공부 비법, 과연 통할까?/ 스타강사 7인이 말하는 <공부의 신> 속 공부 비법! / 서울 100세인, 그들의 장수 비결은?! (2010년 2월 15일)
- 175회 : 청순글래머! 그녀들의 G컵으로 사는 이야기 / 충격 보고!! 2,30대 여성들을 위협하는 여성 탈모!! (2010년 2월 22일)
- 176회 : 우리는 국민 MC 유재석에게 속고 있다! / 막걸리, I love 막걸리!! (2010년 3월 1일)
- 177회 : 연예인도 모텔에 간다? 모텔의 특별한 진화! / 중년 여성의 새로운 꿈! 나는 루비족이에요~ (2010년 3월 8일)
- 178회 : 2010년 봄, 섹시 패션의 완성, 스타킹! / 미녀도 반하게 하는 1%의 유혹의 기술! (2010년 3월 15일)
- 179회 : 2010년 개미허리를 찾아라!! / 개를 모시고 사는 사람들. / 그 곳에 가면 꽃미남 꽃미녀가 있다!! (2010년 3월 22일)
- 180회 : S라인 스타들의 청바지 전쟁! / 트랜스젠더의 이유 있는 강남관광! / 비욘세의 초강력 다이어트 비법, 돼지껍데기의 비밀! (2010년 3월 29일)
- 181회 : 한국판 <식스센스>! 영혼을 보는 소녀! / 과연, 5살 소녀에게는 무슨 일이 일어나고 있는 것일까? / 천재로 태어난 자폐아이, 서번트!  (2010년 4월 5일)
- 182회 : 모터쇼가 끝난 후 레이싱걸은 어디로 갈까? / 그녀의 숨은 자신감, 브래지어의 비밀! / “봄 햇살에 미치다?” 우울증보다 더 무서운 ‘조증’!!! (2010년 4월 12일)
- 183회 : 148cm 단신남! 165cm 퀸카 연상녀를 사로잡다! / 한국의 매운 맛! 맛 좀 봐라!! / 보일 듯 말 듯~ 아슬아슬 섹시 노출패션이 뜬다!!  (2010년 4월 19일)
- 184회 : 여성들의 NEW 패션아이템, 문신!! / 강남 부자들은 꼭 먹는다?! 봄철 보양식 ‘개구리’(2010년 4월 26일)
- 185회 : 영어의 신, ‘당나귀’에 미친 남자 되다!! / 1%가 즐기는 자양강장제, 간을 찾는 사람들  (2010년 5월 3일)
- 186회 : 여배우의 은밀한 매력! / 신의 요리라 불리는 자라를 찾아서! (2010년 5월 10일)
- 187회 : 대한민국에서 게이로 사는 법 / 최고의 남성 스테미너식, 기러기 요리의 모든 것! / 고전 비틀기! 영화 ‘방자전’ (2010년 5월 17일)
- 188회 : 1%가 즐기는 그녀들의 은밀한 놀이 / 프로야구, 그라운드의 여인들! / 최강 동안녀의 비밀 (2010년 5월 24일)
- 189회 : 비키니 몸매 따라잡기!! / 애저를 아시나요? / 화장발로 성형하는 그녀들. (2010년 5월 31일)
- 190회 : 여자들의 반란, 헌팅걸 / 왜 그들은 누드를 선택했는가! / ‘게임 걸’이 떴다~!! (2010년 6월 7일)
- 191회 : D.C 인생 연예인! 그들이 지갑을 여는 순간은? / 똥배녀, 일명 “ET女” 들이 떴다?! / 곤충요리 총집합!! (2010년 6월 14일)
- 192회 : 2010 남아공, 최고의 엘프녀를 찾아라!! (2010년 6월 21일)
- 193회 : 한국에는 왜 와규가 없을까? / 왜 미녀는 축구선수를 좋아할까? (2010년 6월 28일)
- 194회 : 억대개의 비밀! / 복어 독의 비밀! / 증강현실 - 현실에서 더해진 가상에서 놀자! (2010년 7월 5일)
- 195회 : 100년 전통 식당의 비밀! / ‘급속 다이어트 신(神)’ 의 비밀 / 아토피 탈출! (2010년 7월 12일)
- 196회 : 황금빛 유혹! 맥주를 마시다!! / 외국인 아이돌의 비밀! (2010년 7월 19일)
- 197회 : 워터파크의 비밀은? / 돈 버는 아기 모델들!! / 삼계탕의 부드러움의 비밀! (2010년 7월 26일)
- 198회 : 소금에 대한 진실과 오해 / 외국인이 꼽은 bset 여행지 / 카레의 비밀 (2010년 8월 2일)
- 199회 : 마법의 손길, 마사지! / 냉면의 비밀 / 야마카시계에 월드스타 ‘비’가 떴다!!(2010년 8월 9일)
- 200회 : 태국과 인도네시아에서 찾아낸 아주 특별한 이야기! (2010년 8월 16일)
- 201회 : 손금 속 과학의 비밀을 밝힌다! / 노봉방을 아시나요? / 현대판 백마 탄 왕자님, 얼짱 CEO (2010년 8월 23일)
- 202회 : 쇼킹 갸루족 야맘바, 갸루오 / 닮은 꼴 싱크로율 100%! / 당신은 모르는 오징어에 관한 진실! (2010년 8월 30일)
- 203회 : 기본 10억원! 꽃미녀 CEO들! /인체의 축소판! 발에 숨겨진 비밀! /오천만 국민의 대표 보양식, 장어의 비밀 (2010년 9월 6일)
- 204회 : 새로운 미의 기준! 떴다, 베이글女 / 관상의 비밀! / 불로장생의 비밀 ‘전복’ (2010년 9월 13일)
- 205회 : 명품복근女! / 대하의 재발견!! / 범죄를 부르는 불법 다운로드의 실체! (2010년 9월 27일)

## 같이 보기
- 황선자